# 伊予市立下灘中学校
伊予市立下灘中学校（いよしりつ しもなだちゅうがっこう）は、かつて愛媛県伊予市双海町串甲にあった公立中学校。2010年3月上灘中学校と統合し、現在は双海中学校となっている。

## 概要
1947年（昭和22年）学制の改革により伊予郡下灘村により創設。当初は下灘小学校の校舎を利用していたが、1949年（昭和24年）に新築移転。1962年（昭和37年）378人をピークに生徒数は減少した。2010年（平成22年）3月31日に上灘中学校と統合、閉校した。

## 立地
旧下灘村の村立校として発足し、当時は村内唯一の中学校であった。下灘村が上灘町と昭和の大合併にて双海町となってからは、町内に2校の体制となった。双海町の中では西側、伊予市・伊予郡内でも最も西に位置する中学校であった。
下灘村は瀬戸内海（伊予灘）に面しているが、中央構造線が海岸線にほぼ沿って走っている関係から、地形が険しく平地に恵まれない。このため校地の確保にも苦労した。当初は小学校と共用であったが、串集落から山側にわずかに入った場所に開設された。
背後地に大規模な開発が行えるような環境ではなく、古くから漁業を主たる生業とした地域である。

## 教育目標
心豊かで、自ら考え実践する生徒の育成
生きる力を育むために、基礎学力の充実を重視した学習指導の展開を図っている。
また、総合的な学習時間や特別活動において、学校内外での体験活動を実施している。
それらの活動は、生徒一人一人が課題を探求し解決する力や表現力を培い、生徒の主体的学習活動への意欲を高めることを目的としている。

## 校章・校歌

### 校章
正三角形を三つ寄せたこのマークは、「国」あるいは「土」を意味するアッシリア文字『ムツウ』を図案化したもの。
制定以来、郷土双海を愛し下灘を慈しむ気持ちを育みつつ、校訓の『明朗・最善・協和』の三位一体を、あるいは調和を目指す伊予市立下灘中学校の教育理念をあらわすもの。
また、その上に描かれた『さくら』は、中学生としての本分をわきまえ、文・部（武）・心に日々精進する下灘中生の姿勢をあらわしている。
スクールカラーは、臙脂色であった。その臙脂色をベースカラーとして「さくら」の中を白で彩り、生徒の純真さを、「白」という無垢で表現している。

### 校歌
作詞 : 水沼寿丸　作曲 : 長岡千加子

## 沿革
- 1947年 - 新制中学校創立・下灘村立下灘中学校[1]。
- 1948年 - 校章決定。
- 1949年 - 校舎新築落成。
- 1951年 - 校旗制定。被服室増築。
- 1953年 - 下灘中学校PTA発足。
- 1954年 - 下灘小学校の講堂を移転落成、落成式挙行[1]。
- 1955年 - 市町村合併に伴い双海町立下灘中学校となる[1]。
- 1956年 - 増築校舎4期教室落成
- 1961年 - 健康優良校として表彰
- 1962年 - 技術科教室増築
- 1964年12月16日 - 体育館落成
- 1978年 - 新校舎の増築（鉄筋コンクリート造4階建）、運動場の拡張
- 2002年　体育館落成、プール全面改修
- 2005年 - 市町村合併に伴い伊予市立下灘中学校となる[1]。
- 2008年 - 8月20日下灘中学統合記念事業委員会発足、12月16日伊予市立双海中学校の統合に関する連絡会設置、12月19日教育委員会において上灘中学校との統合が決定[1]。
- 2010年3月 - 伊予市立上灘中学校と統合し伊予市立双海中学校となって閉校[1]。

3月13日閉校記念式典開催

## 生徒数
太平洋戦争後のベビーブーム期の子どもたちが在学していた1962年度（昭和37年度）がピークであり、372名を数えた。
| 年度     | 生徒数 | 備考   |
| -------- | ------ | ------ |
| 昭和22年 | 188    |        |
| 昭和25年 | 249    |        |
| 昭和30年 | 283    |        |
| 昭和35年 | 280    |        |
| 昭和37年 | 372    | ピーク |
| 昭和40年 | 310    |        |
| 昭和45年 | 192    |        |
| 昭和50年 | 164    |        |
| 昭和55年 | 139    |        |
| 昭和60年 | 100    |        |
| 平成2年  | 106    |        |
| 平成7年  | 69     |        |
| 平成12年 | 71     |        |
| 平成16年 | 51     |        |

## 著名な出身者
- 若松進一 -（観光カリスマ）